# Нікольський Микола Петрович
Мико́ла Петро́вич Ніко́льський (1902 , Карачев, Карачевський повітd, Орловська губернія, Російська імперія  — 1972 , Москва, РРФСР, СРСР ) — радянський військовий та державний діяч, генерал-майор. Депутат Верховної Ради УРСР 1-го скликання (1938–1947), депутат Верховної Ради Молдавської РСР 1-го скликання (1941–1946), член ЦК Комуністичної партії (більшовиків) Молдавії (1941–1949).

## Біографія
Народився 1902 року в місті Карачеві, тепер Карачевський район, Орловська область, Росія. Батько до революції був караульним вулиці, мати — домогосподаркою, обидва померли 1927 року.
1914 року закінчив початкову школу, почав працювати як хлопчик учня в місцевій типографії, на електростанції, прядильній фабриці.
У березні 1918 року добровольцем вступив до Червоної армії, навчався в учбовій команді.
У 1919 — березні 1921 року — старшина 3-го польового важкого артилерійського дивізіону на Південному фронті.
Член РКП(б) з 1920 року.
З березня 1921 року працював у органах ЧК — ОДПУ — НКВС — МВС — КДБ.
Закінчив курси ОДПУ (1922), 1927 року — Вищу прикордонну школу (1927), Військову академію імені М. В. Фрунзе (1937).
У військах НКВС займав різні посади: командир дивізіону Ново-Петергофської школи прикордонної охорони, командир полку, командир 29-ї стрілецької дивізії НКВС з охорони залізниць.
У 1938 році — начальник 26-го Одеського прикордонного загону НКВС Київського округу.
26 червня 1938 року обраний депутатом Верховної Ради УРСР 1-го скликання по Цебриківській виборчій окрузі № 107 Одеської області.
З квітня 1939 року — виконувач обов'язків начальника, начальник Прикордонних військ НКВС Азербайджанського округу.
Наприкінці 1939 — на початку 1940 року брав участь у радянсько-фінській війні, помічник командувача армії.
З 1940 року — начальник управління Прикордонних військ НКВС Молдавського прикордонного округу.
1940 року обраний депутатом Верховної Ради Молдавської РСР 1-го скликання, 1940 року — членом ЦК Комуністичної партії (більшовиків) Молдавії.
Під час німецько-радянської війни служив на посаді начальника охорони тилу Південного фронту, у грудні 1941 року — заступник командувача Московського військового округу, у 1942–1943 роках — командир Грозненської стрілецької дивізії НКВС на Кавказі.
Наприкінці 1943 року за станом здоров'я переведений на посаду начальника факультету прикордонних військ Військової академії ім. М. В. Фрунзе.
З 1946 року — помічник начальника Військового інституту МВС СРСР, а з грудня 1946 року по березень 1947 року — виконувач обов'язків начальника інституту. З березня 1949 року перебував на керівній роботі в Управлінні конвойних військ МВС СРСР.
Помер 1972 року в Москві. Похований на Головинському кладовищі.

## Родина
Був одружений, мав дочку.

## Військові звання
- комбриг (09.05.1939)
- генерал-майор (04.06.1940)

## Нагороди
- орден Леніна
- три ордени Червоного Прапора (26.04.1940, … , …)
- медалі
- знак «Почесний працівник ВЧК-ОГПУ (XV)» (29.08.1936)